# 尖叶紫柳
尖叶紫柳（学名：Salix koriyanagi）为杨柳科柳属的植物。分布于朝鲜、日本以及中国大陆的辽宁等地，生长于海拔170米至1,400米的地区，目前尚未由人工引种栽培。